# Nuottasaari (ö i Mellersta Finland, Joutsa)
Nuottasaari är en ö i Finland. Den ligger i sjön Suontee och i kommunen Joutsa i den ekonomiska regionen  Joutsa  och landskapet Mellersta Finland, i den södra delen av landet, 190 km norr om huvudstaden Helsingfors. Öns area är 3,5 hektar och dess största längd är 460 meter i nord-sydlig riktning.